# 歐洲廣場 (基輔)
50°27′8″N 30°31′39″E / 50.45222°N 30.52750°E

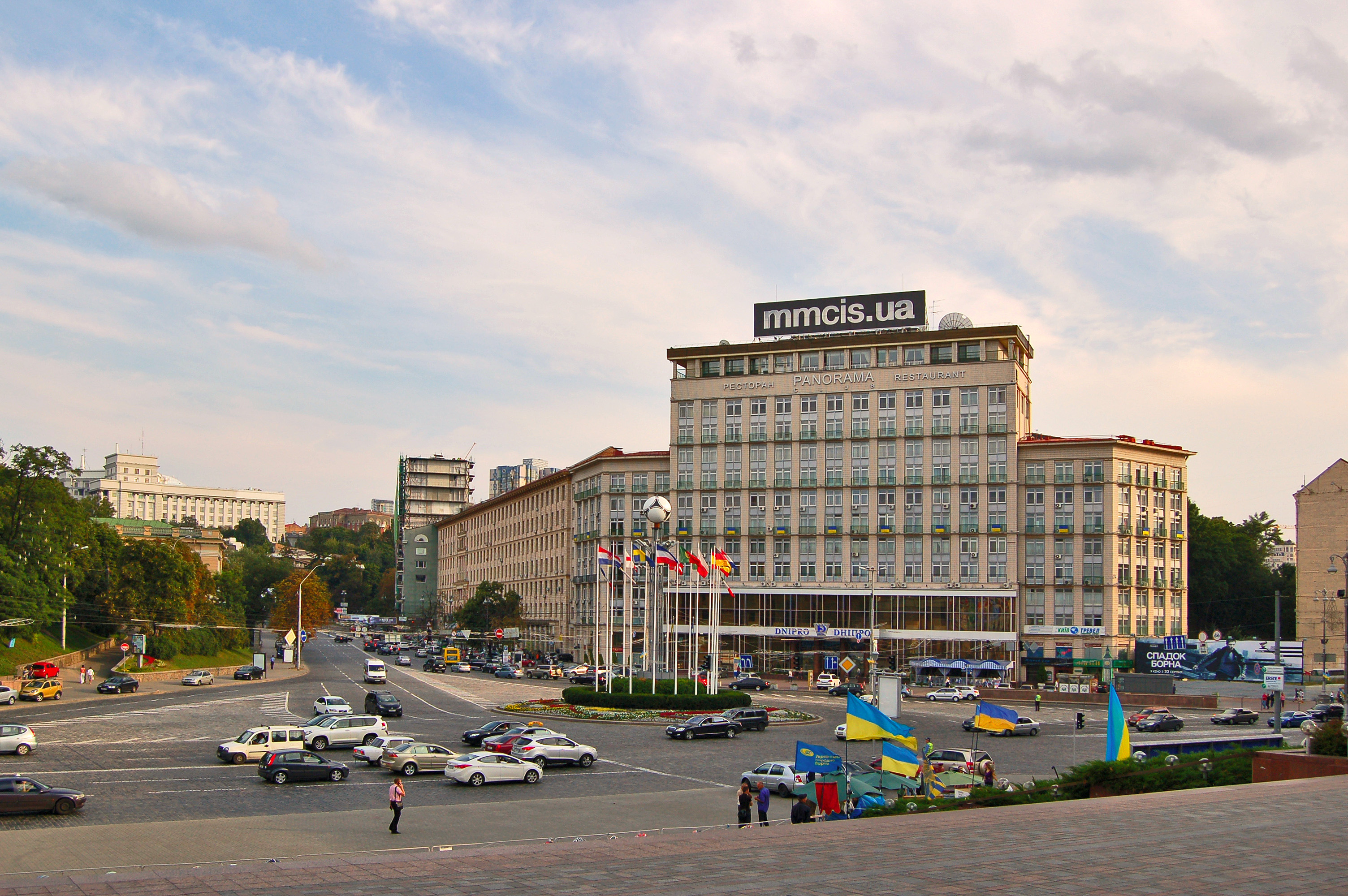
歐洲廣場

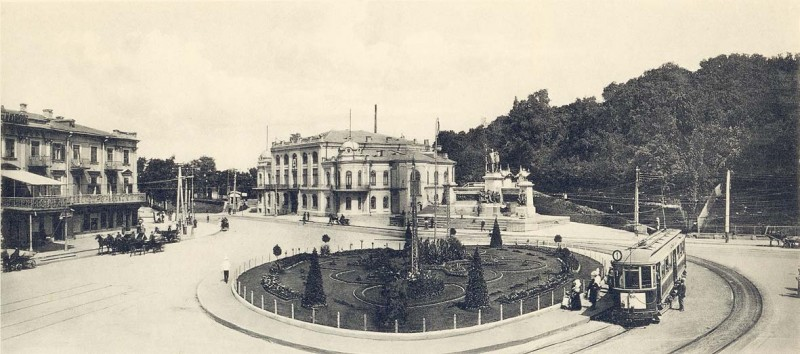
廣場舊景（1911年）

歐洲廣場（烏克蘭語：Європейська）是烏克蘭首都基輔市中心的一個廣場，位於赫雷夏蒂克街北端。呈三角形。
過去兩個世紀廣場曾八易其名：廣場原本叫馬市廣場，後來基輔第一家劇院落成，又改為名劇院廣場。1851年起命名為歐洲廣場，1869年起改稱沙皇廣場，以紀念沙皇亞歷山大二世。
蘇聯時期曾名為第三國際廣場。二戰時曾被命名為希特勒廣場，後來又改稱斯大林廣場。1961年又改名列寧共青團廣場。蘇聯解體後才恢復歐洲廣場的名字。